# Oberliederbach
Oberliederbach ist ein Ortsteil der Gemeinde Liederbach am Taunus im südhessischen Main-Taunus-Kreis.

## Geschichte

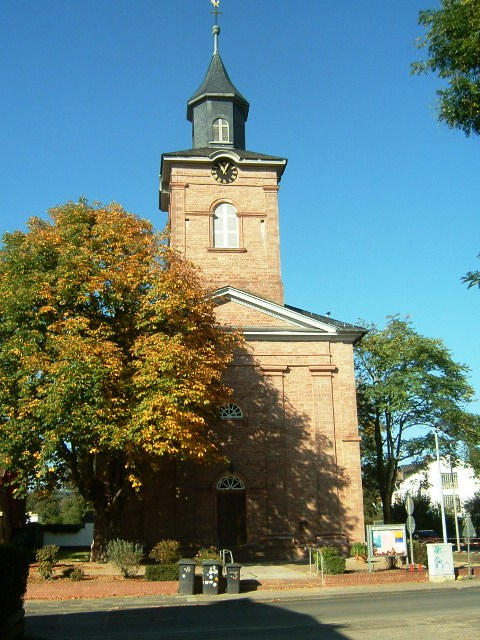
Evangelische Kirche in Oberliederbach

Die älteste erhalten gebliebene urkundliche Erwähnung als Liderbach bezieht sich auf die Zeit um 780–802, wobei nicht klar ist, ob Ober- oder Unterliederbach gemeint war. Ab Mitte des 14. Jahrhunderts taucht der Name Oberliederbach auf. Parallel dazu wird noch längere Zeit die Bezeichnung Mittelliederbach gebraucht, wegen der Lage zwischen Münster- und Unterliederbach.
Der Ort gehörte zum Gebiet der Herren von Eppstein und kam 1492 zur Landgrafschaft Hessen. 1803 ging Oberliederbach an Nassau-Usingen und gehörte zur Zeit des Herzogtums Nassau zum Amt Höchst.
Im Rahmen der Gebietsreform in Hessen haben sich Niederhofheim und Oberliederbach am 31. Dezember 1971 freiwillig zur Gemeinde Liederbach zusammengeschlossen.

## Politik

### Wappen
Das Wappen wurde am 16. Mai 1969 durch das Hessische Innenministerium genehmigt.
Blasonierung: „In von Silber und Rot gespaltenem Feld ein von Blau und Silber gespaltenes liegendes Rechteck, in dem blauen Feld oben ein goldener sechszackiger Stern.“

### Flagge
„Die Flagge zeigt die beiden Farben Rot und Weiß, im oberen kleineren Teil verwechselt und mit einem von Blau und Weiß gespaltenen liegenden Rechteck belegt, das vorn oben einen goldenen sechszackigen Stern enthält.“

## Kultur und Sehenswürdigkeiten

### Bauwerke
Die evangelische Pfarrkirche wurde 1833–1834 nach Plänen von Eberhard Philipp Wolff im klassizistischen Stil aus schattierendem Freudenberger Sandstein erbaut.
Für die weiteren Kulturdenkmäler siehe die Liste der Kulturdenkmäler in Oberliederbach.

### Park Oberliederbach
Der Park Oberliederbach wurde ab Ende der 1860er Jahre von Heinrich Siesmayer angelegt. Der Sankt Petersburger Kaufmann Adolf Meyer erwarb 1866 von einem Gastwirt ein Gutshaus neben der Kirche, das heute unter Denkmalschutz steht und die dazugehörigen Gartenflächen. Vom Ende der 1860er bis Mitte der 1870er Jahre legte Heinrich Siesmayer im Auftrag von Adolf Meyer hier den Park an, der bis heute besteht. Er reicht vom Gutshaus bis zum Liederbach im Osten.
Adolf Meyer vererbte Haus und Park 1876 seiner Tochter und diese 1892 ihrer Tochter Adele von Dietel. Adele und ihr Ehemann Alwin Woldemar von Dietel ließen 1911/12 im Park ein prachtvolles Wohnhaus im Stil einer italienischen Renaissance-Villa errichten, das heutige Karl-Winnacker-Haus, das ebenfalls unter Denkmalschutz steht. Der Park wurde nun nach seinem Besitzer Dietelscher Park genannt.
Gutshaus und Villa begrenzen heute die Grünanlage, die durch Bauten der letzten Jahrzehnte Fläche verloren hat.

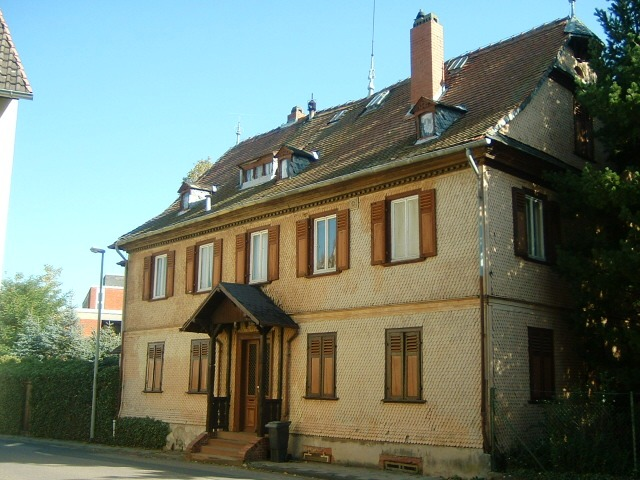
Gutshaus
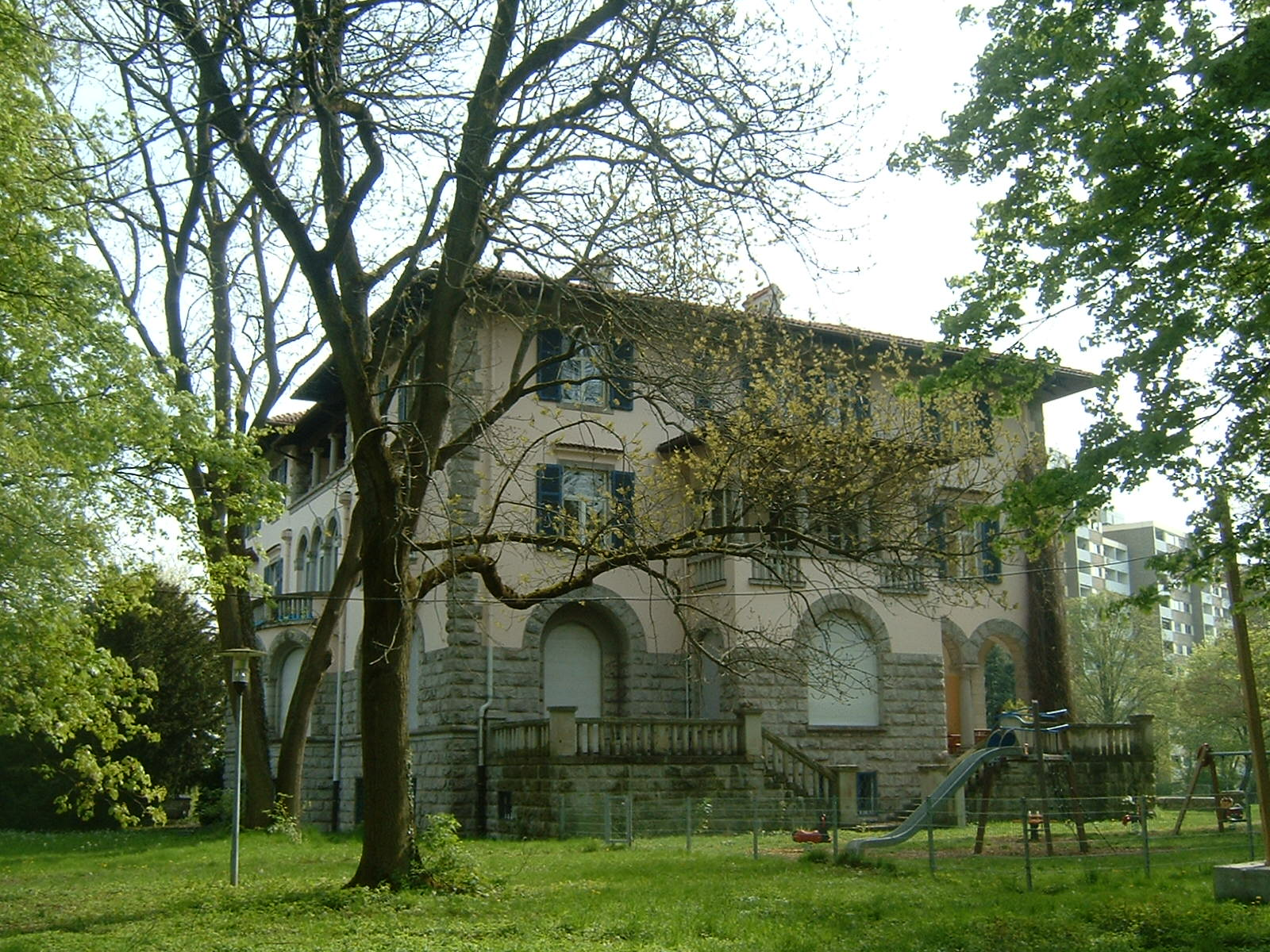
Karl-Winnacker-Haus

## Verkehr
Oberliederbach liegt zwischen der Bundesstraße 8 und der Bundesstraße 519 und wird von der Landesstraße L 3016, der Höchster Straße, erschlossen.

## Persönlichkeiten
- Karl Keim (1794–1868), evangelischer Theologe und Abgeordneter der Landstände des Herzogtums Nassau